# 孔多爾瓜瓜查韋山
16°45′02″S 69°59′09″W / 16.75056°S 69.98583°W
孔多爾瓜瓜查韋山（Kuntur Wawachawi），是秘魯的山峰，位於該國東南部普諾大區，由埃爾科廖省的聖羅薩區負責管轄，屬於安地斯山脈的一部分，海拔高度5,000米。